# Albert Savary
Pour les articles homonymes, voir Savary.
Ne doit pas être confondu avec Alain Savary, autre Compagnon de la Libération.
Albert Savary, né le 29 mai 1921 à Auray et mort le 9 janvier 1975 à Auckland, est un militaire et résistant français, Compagnon de la Libération. 

## Biographie

### Jeunesse et engagement
Albert Savary naît le 29 mai 1921 à Auray, dans le Morbihan, d'un père ajusteur. Il passe son enfance dans le village du Faouët, dans le même département, et y entend l'appel du général de Gaulle le 18 juin 1940.

### Seconde Guerre mondiale
Âgé de seulement 19 ans, il décide cependant de se joindre à la lutte contre les allemands et de rejoindre l'Angleterre. Il quitte son domicile le 24 juin en compagnie d'un camarade et les deux hommes parcourent la Bretagne pendant plusieurs jours à la recherche d'une embarcation. Ils finissent par acheter une barque à un pêcheur de Trégastel et le 2 juillet, rejoint par trois autres bretons et deux soldats britanniques, traversent la Manche jusqu'à Plymouth,. Albert Savary s'engage dans les forces françaises libres et part pour l'Afrique où il participe à l'expédition de Dakar en septembre 1940,. Il arrive ensuite en Afrique-Équatoriale française et, affecté à la 1re compagnie autonome de chars de combat, prend part à la Campagne du Gabon. Stationné au camp Colonna d'Ornano à Brazzaville, il y suit les cours d'élève-aspirant et est promu à ce grade en juillet 1941,. Affecté quelques semaine au bataillon mixte no 6 à Brazzaville, il part ensuite pour Yaoundé où il a été muté au 1er régiment de tirailleurs du Cameroun.
Il est promu sous-lieutenant en mars 1942 et, en décembre suivant, est muté au bataillon de marche no 9. Chef d'une section de Bren Carrier, il part pour le Levant avec son unité mais est peu exalté par la mission de maintien de l'ordre qu'il y trouve. Désireux de combattre, il obtient sa mutation au Bataillon d'infanterie de marine et du Pacifique (BIMP) qu'il rejoint en novembre 1944 en pleine bataille des Vosges, après avoir été promu lieutenant,. Le 11 janvier 1945, à Benfeld, alors que son unité subit une contre-attaque de chars, il est blessé par des éclats d'obus. Remis sur pied, il retrouve le BIMP  dans les Alpes, sur le front du massif de l'Authion. Le 10 avril, il est à nouveau blessé, recevant des éclats de grenade au visage et une balle dans la poitrine alors qu'il menait ses hommes à l'attaque de la position ennemie de la maison du câble.

### Après-Guerre
Décidant de poursuivre sa carrière militaire après la guerre, il est promu capitaine et devient, de 1946 à 1947 aide de camp du général Legentilhomme, gouverneur militaire de Paris. Après avoir retrouvé l'Afrique-Équatoriale française de 1948 à 1950, il participe à la création d'une compagnie de mortiers lourds au 1er régiment d'infanterie coloniale. En 1953, il est muté au bataillon de marche du 21e régiment d'infanterie coloniale et participe à la guerre d'Indochine. De retour en France en 1957, il est chef de cabinet du général commandant la 8e division d'infanterie puis de 1959 à 1960, chef de cabinet du général directeur des affaires d'outre-mer, poste sur lequel il est promu chef de bataillon.
En 1961, en Nouvelle-Calédonie, il prend le commandement du bataillon d'infanterie de marine du Pacifique, héritier de son ancienne unité, le BIMP. De retour en métropole en 1964, il est adjoint au chef d'état-major de la place de Paris. En 1966, peu de temps après avoir été promu lieutenant-colonel, il se retire de la vie militaire et repart en Nouvelle-Calédonie où il s'installe à Nouméa.
Albert Savary meurt le 9 janvier 1975 à Auckland, en Nouvelle-Zélande. Rapatrié en France, il est inhumé au Faouët, le village de son enfance.

## Décorations
|  |  |  |  |  |  |  |  |  |
|  |  |  |  |  |  |  |  |  |
|  |  |  |  |  |  |  |  |  |
|  |  |  |  |  |  |  |  |  |
|  |  |  |  |  |  |  |  |  |
|  |  |  |  |  |  |  |  |  |

| Officier de l'Ordre de la Légion d'Honneur              | Officier de l'Ordre de la Légion d'Honneur              | Officier de l'Ordre de la Légion d'Honneur              | Compagnon de la Libération Par décret du 27 décembre 1945     | Compagnon de la Libération Par décret du 27 décembre 1945     | Compagnon de la Libération Par décret du 27 décembre 1945     | Croix de guerre 1939-1945 Avec une étoile d'argent                   | Croix de guerre 1939-1945 Avec une étoile d'argent                   | Croix de guerre 1939-1945 Avec une étoile d'argent                   |
| Croix de guerre des Théâtres d'opérations extérieurs    | Croix de guerre des Théâtres d'opérations extérieurs    | Croix de guerre des Théâtres d'opérations extérieurs    | Médaille des blessés de guerre                                | Médaille des blessés de guerre                                | Médaille des blessés de guerre                                | Médaille de la Résistance française                                  | Médaille de la Résistance française                                  | Médaille de la Résistance française                                  |
| Médaille des évadés                                     | Médaille des évadés                                     | Médaille des évadés                                     | Croix du combattant volontaire Avec agrafe "Guerre 1939-1945" | Croix du combattant volontaire Avec agrafe "Guerre 1939-1945" | Croix du combattant volontaire Avec agrafe "Guerre 1939-1945" | Croix du combattant volontaire de la Résistance                      | Croix du combattant volontaire de la Résistance                      | Croix du combattant volontaire de la Résistance                      |
| Croix du combattant                                     | Croix du combattant                                     | Croix du combattant                                     | Médaille coloniale Avec agrafes "AFL" et "Extrême-Orient"     | Médaille coloniale Avec agrafes "AFL" et "Extrême-Orient"     | Médaille coloniale Avec agrafes "AFL" et "Extrême-Orient"     | Médaille commémorative des services volontaires dans la France libre | Médaille commémorative des services volontaires dans la France libre | Médaille commémorative des services volontaires dans la France libre |
| Médaille commémorative française de la guerre 1939-1945 | Médaille commémorative française de la guerre 1939-1945 | Médaille commémorative française de la guerre 1939-1945 | Médaille commémorative de la campagne d'Indochine             | Médaille commémorative de la campagne d'Indochine             | Médaille commémorative de la campagne d'Indochine             | Commandeur de l'Ordre de l'Étoile noire (Bénin)                      | Commandeur de l'Ordre de l'Étoile noire (Bénin)                      | Commandeur de l'Ordre de l'Étoile noire (Bénin)                      |
| Croix de la Vaillance (Viêt Nam)                        |                                                         |                                                         |                                                               |                                                               |                                                               |                                                                      |                                                                      |                                                                      |

## Hommages
- Au Faouët, une rue a été baptisée en son honneur[5].